# Entre terre et mer (recueil de nouvelles)
Entre terre et mer (titre original en anglais : Twixt Land and Sea) est un recueil de nouvelles de Joseph Conrad.

## Historique
Entre terre et mer paraît pour la première fois en volume en octobre 1912.

## Nouvelles
Pour une fois dans ses recueils de textes, l'auteur propose trois travaux d'une qualité et d'une longueur égale, unis par un principe commun (chaque récit prend corps, comme l'indique le titre du recueil, autour du littoral et des allées et venus des protagonistes entre la côte et le large). Un sourire de la fortune, le Compagnon secret et Freya des Sept-Îles montrent la maturité de l'écrivain dans le cadre de la nouvelle.

## Éditions en anglais
- Joseph Conrad, Twixt Land and Sea, Londres : Dent
- Joseph Conrad, Twixt Land and Sea, New York : Doubleday, Page and Company

## Traduction en français
- Entre terre et mer (trad. G. Jean-Aubry révisée par Sylvère Monod), dans Conrad (dir. Sylvère Monod), Œuvres, t. III, Paris : Gallimard, coll. « Bibliothèque de la Pléiade », 1987.